# 11323 Насу
11323 Насу (11323 Nasu) — астероїд головного поясу, відкритий 21 серпня 1995 року.
Тіссеранів параметр щодо Юпітера — 3,345.
Названо на честь Насу (яп. なす(奈須) насу)